# Беоспора
Беоспора (Baeospora) — рід базидіомікотових грибів родини маразмієвих (Marasmiaceae). Назва вперше опублікована 1938 року.

## Класифікація
Згідно з Index Fungorum до роду Baeospora відносять 13 видів:
- Baeospora brunneipes
- Baeospora cristobalensis
- Baeospora curtipes
- Baeospora familia
- Baeospora mundula
- Baeospora myosura
- Baeospora myriadophylla
- Baeospora occidentalis
- Baeospora pallida
- Baeospora pleurotoides
- Baeospora rubrinigrescens
- Baeospora stenophylla
- Baeospora violaceifolia